# Facundo Alzola
Facundo Alzola Lazkano (Zarauz, España, 1839 - Mercedes, Uruguay, 20 de febrero de 1911) fue un compositor, director de orquesta y docente español radicado en Uruguay. Tuvo una importante labor en la divulgación de la música en la ciudad de Mercedes, Uruguay, donde dirigió orquestas y contribuyó a formar varias generaciones de músicos.

## Vida y obra
En 1856 se instaló con su familia en Mercedes. A partir de 1861 organizó y dirigió una banda de música subvencionada por el jefe político Eduardo Fregeiro. En 1867 fundó la Orquesta Filarmónica Lira, constituida por quince instrumentistas.
A partir de 1872 se inició el período de mayor actividad de Alzola, actuando como director de orquesta, compositor, multinstrumentista y docente. Este período de máxima actividad llegó hasta finales del siglo XIX.
En 1890 fundó la Sociedad Musical Apolo, que sucedió a La Lira, con la cual dirigió numerosos conciertos hasta 1895. Se dedicó a la dirección de orquestas hasta el año 1900, luego de lo cual continuó sus actividades docentes hasta 1906.
Alzola compuso obras originales dentro de los géneros profano y religioso, siendo este último en el que más se destacó. Asimismo, realizó la instrumentación de obras de otros autores. Su obra recibió la influencia del movimiento romántico europeo. La Misa de réquiem (1896) fue su obra más reconocida, habiéndose ejecutado en París y Barcelona.

## Premios y reconocimientos
En 1894, el gobierno francés llamó a un concurso internacional para componer una Misa de Requiem con motivo del fallecimiento del Presidente francés Sadi Carnot del cual resultó ganador Facundo Alzola.